# De La Rue
De La Rue è una società tipografica britannica, fondata da Thomas de la Rue e situata a Basingstoke, Hampshire. Semplicemente nota come "De La Rue" il nome di fondazione è "Thomas De La Rue & Company Limited". È attiva nella stampa di francobolli, banconote, passaporti ed altro.

## Notizie storiche
Nel 1880 la tipografia De La Rue introdusse la meccanizzazione della gommatura dei francobolli. Attraverso una macchina simile ad una pressa da stampa si procedeva a spalmare sul foglio contenenti i francobolli un sottile strato di gomma formata da amido di grano, fecola di patate e gomma arabica..
Nel 1882 la tipografia De La Rue a scopo promozionale presentò alle varie amministrazioni europee un prototipo di biglietto postale che aveva come impronta affrancatrice l'effigie di Vittorio Emanuele II.
In Italia è famosa per aver stampato la Prima serie definitiva di francobolli del Regno d'Italia, emessa ufficialmente il primo di dicembre 1863; in ambito collezionistico, è appunto nota come la serie De La Rue. La produzione di questa serie di francobolli fu seguita amministrativamente da Warren De La Rue, figlio del fondatore Thomas De La Rue che oltre ad essere abile dirigente era inventore del fotoeliografo con cui nel 1860 venne studiata l'eclissi di sole. Nel 1865 presso la tipografia perfezionerà il suo apprendistato l'incisore italiano Lodovico Bigola che sarà seguito personalmente da Warren De La Rue. Successivamente Bigola tornerà in Italia per seguire la produzione dei primi francobolli dell'Officina Carte Valori di Torino: opificio che in origine era stato ideato come succursale della De La Rue.

## Banconote
De La Rue vende carta di sicurezza e tecnologie di stampa per oltre 150 valute nazionali. Affermano di essere la più grande azienda del mondo in questo settore.
De la Rue produce carta e stampa banconote per molte banche in tutto il mondo, tra cui:
- Banco Centrale de Armenia
- Central Bank of Bahrain
- Central Bank of Barbados
- Central Bank of Belize
- Bank of England
- Banca centrale europea
- Reserve Bank of Fiji
- Banco de Guatemala
- Banco Central de Honduras
- Central Bank of Iraq
- Isle of Man Government
- Bank of Jamaica
- Central Bank of Kenya
- Central Bank of Kuwait
- National Bank of the Republic of Macedonia
- Bank of Scotland
- Royal Bank of Scotland
- Monetary Authority of Singapore
- Central Bank of Sri Lanka
- Bank of Tanzania